# Superliga polska w piłce ręcznej mężczyzn
Orlen Superliga Mężczyzn – najwyższa w hierarchii klasa męskich ligowych rozgrywek piłki ręcznej w Polsce, będąca jednocześnie najwyższym szczeblem centralnym (I poziom ligowy). Zmagania w jej ramach toczą się cyklicznie (co sezon), systemem kołowym, od edycji 2007/08 do edycji 2019/20 i ponownie od edycji 2023/24 dodatkowo z fazą play-off na zakończenie każdego z sezonów i przeznaczone są dla najlepszych polskich drużyn klubowych. Jej triumfator zostaje mistrzem Polski, zaś najsłabsze zespoły relegowane są do Ligi Centralnej (wcześniej I ligi). Czołowe drużyny klasyfikacji końcowej każdego sezonu uzyskują prawo występu w europejskich pucharach w sezonie następnym (Lidze Mistrzów, Lidze Europejskiej, bądź Pucharze Europejskim – zależnie od pozycji polskiej federacji w klubowym rankingu EHF).

## Historia
Decyzję o przeprowadzaniu mistrzostw Polski piłki ręcznej mężczyzn w formule ligowej podjęto w 1956 r., a pierwsza edycja ligi odbyła się w sezonie 1956/57. Od samego początku do dziś rywalizacja ligowa toczona jest w tzw. „wersji duńskiej” (czyli odmianie 7-osobowej) na obiektach zamkniętych (halach sportowych). Od premierowej edycji do sezonu 2015/16 rozgrywki ligowe zarządzane były przez Związek Piłki Ręcznej w Polsce, a od sezonu 2016/17 – przez Superligę sp. z o.o..
Na przestrzeni lat zmianom ulegała zarówno nazwa rozgrywek (w latach 1956–1998 I liga, w latach 1998–2010 Ekstraklasa, a od 2010 r. Superliga), jak i system ich przeprowadzania (klasyczna formuła ligowa, formuła ligowa z późniejszym podziałem na grupę mistrzowską i grupę spadkową, formuła ligowa z fazą play-off), różna była też liczba zespołów przystępujących do rywalizacji (od 6 do 16).
27 lutego 2016 zarząd ZPRP podjął uchwałę o powołaniu zawodowej ligi piłki ręcznej w Polsce, której rozgrywki od sezonu 2016/17 prowadzi Superliga sp. z o.o.. Akt założycielski przewidywał udział 12 drużyn, z możliwością poszerzenia do 14 zespołów. Ostatecznie do zmagań w sezonie 2016/17 przystąpiło 14 ekip: 5 z nich otrzymało licencje bezwarunkowe, a 9 licencje warunkowe. Liga zawodowa została zamknięta na 3 lata i w tym okresie nie było spadków do I ligi (regulamin dopuszczał jedynie możliwość wykluczenia klubu z rozgrywek Superligi), zaś w kwestii awansów regulamin dopuszczał taką możliwość pod warunkiem uzyskania przez klub licencji na udział w rozgrywkach PGNiG Superligi oraz występowania wolnych miejsc. Po zakończeniu sezonu 2018/19 powróciły bezpośrednie spadki i awanse.
Od sezonu 2010/11 do sezonu 2022/23 sponsorem tytularnym rozgrywek Superligi było Polskie Górnictwo Naftowe i Gazownictwo, a ich oficjalna nazwa brzmiała PGNiG Superliga. 7 sierpnia 2023 współpracę z Superligą nawiązał Orlen, w wyniku czego od sezonu 2023/24 zmieniono nazwę rozgrywek na Orlen Superliga. 21 sierpnia 2024, na 2 lata, partnerem rozgrywek zostały zakłady bukmacherskie Forbet.

## Triumfatorzy
| Sezon     | 1. miejsce                | 2. miejsce           | 3. miejsce                  |
| --------- | ------------------------- | -------------------- | --------------------------- |
| 1956/1957 | Sparta Katowice           | Zwierzyniecki Kraków | Śląsk Wrocław               |
| 1957/1958 | Śląsk Wrocław             | Sparta Katowice      | Wybrzeże Gdańsk             |
| 1958/1959 | Sparta Katowice           | Wybrzeże Gdańsk      | Start Gniezno               |
| 1959/1960 | Sparta Katowice           | Wybrzeże Gdańsk      | AZS Katowice                |
| 1960/1961 | Śląsk Wrocław             | Sparta Katowice      | AZS Katowice                |
| 1961/1962 | Śląsk Wrocław             | Sparta Katowice      | AZS Katowice                |
| 1962/1963 | Śląsk Wrocław             | AZS Katowice         | Sparta Katowice             |
| 1963/1964 | AZS Katowice              | Sparta Katowice      | Gwardia Opole               |
| 1964/1965 | Śląsk Wrocław             | Spójnia Gdańsk       | Wybrzeże Gdańsk             |
| 1965/1966 | Wybrzeże Gdańsk           | Śląsk Wrocław        | Spójnia Gdańsk              |
| 1966/1967 | Śląsk Wrocław             | Wybrzeże Gdańsk      | Pogoń Zabrze                |
| 1967/1968 | Spójnia Gdańsk            | Wybrzeże Gdańsk      | Śląsk Wrocław               |
| 1968/1969 | Spójnia Gdańsk            | Śląsk Wrocław        | Wybrzeże Gdańsk             |
| 1969/1970 | Spójnia Gdańsk            | Śląsk Wrocław        | Grunwald Poznań             |
| 1970/1971 | Grunwald Poznań           | Śląsk Wrocław        | Anilana Łódź                |
| 1971/1972 | Śląsk Wrocław             | Grunwald Poznań      | Anilana Łódź                |
| 1972/1973 | Śląsk Wrocław             | Spójnia Gdańsk       | Grunwald Poznań             |
| 1973/1974 | Śląsk Wrocław             | Spójnia Gdańsk       | Anilana Łódź                |
| 1974/1975 | Śląsk Wrocław             | Stal Mielec          | Anilana Łódź                |
| 1975/1976 | Śląsk Wrocław             | Pogoń Zabrze         | Pogoń Szczecin              |
| 1976/1977 | Śląsk Wrocław             | Anilana Łódź         | Grunwald Poznań             |
| 1977/1978 | Śląsk Wrocław             | Hutnik Kraków        | Anilana Łódź                |
| 1978/1979 | Hutnik Kraków             | Pogoń Zabrze         | Śląsk Wrocław               |
| 1979/1980 | Hutnik Kraków             | Śląsk Wrocław        | Korona Kielce               |
| 1980/1981 | Hutnik Kraków             | Wybrzeże Gdańsk      | Śląsk Wrocław               |
| 1981/1982 | Śląsk Wrocław             | Wybrzeże Gdańsk      | Anilana Łódź                |
| 1982/1983 | Anilana Łódź              | Wybrzeże Gdańsk      | Śląsk Wrocław               |
| 1983/1984 | Wybrzeże Gdańsk           | Anilana Łódź         | Hutnik Kraków               |
| 1984/1985 | Wybrzeże Gdańsk           | Anilana Łódź         | Pogoń Zabrze                |
| 1985/1986 | Wybrzeże Gdańsk           | Anilana Łódź         | Śląsk Wrocław               |
| 1986/1987 | Wybrzeże Gdańsk           | Anilana Łódź         | Pogoń Zabrze                |
| 1987/1988 | Wybrzeże Gdańsk           | Pogoń Zabrze         | Śląsk Wrocław               |
| 1988/1989 | Pogoń Zabrze              | Wybrzeże Gdańsk      | Śląsk Wrocław               |
| 1989/1990 | Pogoń Zabrze              | Wybrzeże Gdańsk      | Wisła Płock                 |
| 1990/1991 | Wybrzeże Gdańsk           | Grunwald Poznań      | Wisła Płock                 |
| 1991/1992 | Wybrzeże Gdańsk           | Petrochemia Płock    | Pogoń Szczecin              |
| 1992/1993 | Iskra Kielce              | Petrochemia Płock    | Warszawianka                |
| 1993/1994 | Iskra Kielce              | Warszawianka         | Petrochemia Płock           |
| 1994/1995 | Petrochemia Płock         | Iskra Kielce         | Śląsk Wrocław               |
| 1995/1996 | Iskra Kielce              | Petrochemia Płock    | Śląsk Wrocław               |
| 1996/1997 | Śląsk Wrocław             | Petrochemia Płock    | Iskra Kielce                |
| 1997/1998 | Iskra Kielce              | Śląsk Wrocław        | Petrochemia Płock           |
| 1998/1999 | Iskra Kielce              | Petrochemia Płock    | Warszawianka                |
| 1999/2000 | Wybrzeże Gdańsk           | Petrochemia Płock    | Śląsk Wrocław               |
| 2000/2001 | Wybrzeże Gdańsk           | Orlen Płock          | Strzelec LM Kielce          |
| 2001/2002 | Orlen Płock               | Warszawianka         | Śląsk Wrocław               |
| 2002/2003 | Vive Kielce               | Wisła Płock          | Śląsk Wrocław               |
| 2003/2004 | Wisła Płock               | Vive Kielce          | Śląsk Wrocław               |
| 2004/2005 | Wisła Płock               | Zagłębie Lubin       | Vive Kielce                 |
| 2005/2006 | Wisła Płock               | Chrobry Głogów       | Zagłębie Lubin              |
| 2006/2007 | Zagłębie Lubin            | Wisła Płock          | Vive Kielce                 |
| 2007/2008 | Wisła Płock               | Zagłębie Lubin       | Vive Kielce                 |
| 2008/2009 | Vive Kielce               | Wisła Płock          | MMTS Kwidzyn                |
| 2009/2010 | Vive Targi Kielce         | MMTS Kwidzyn         | Wisła Płock                 |
| 2010/2011 | Orlen Wisła Płock         | Vive Targi Kielce    | MMTS Kwidzyn                |
| 2011/2012 | Vive Targi Kielce         | Orlen Wisła Płock    | Tauron Stal Mielec          |
| 2012/2013 | Vive Targi Kielce         | Orlen Wisła Płock    | MMTS Kwidzyn                |
| 2013/2014 | Vive Targi Kielce         | Orlen Wisła Płock    | Górnik Zabrze               |
| 2014/2015 | Vive Tauron Kielce        | Orlen Wisła Płock    | Azoty-Puławy                |
| 2015/2016 | Vive Tauron Kielce        | Orlen Wisła Płock    | Azoty-Puławy                |
| 2016/2017 | Vive Tauron Kielce        | Orlen Wisła Płock    | Azoty-Puławy                |
| 2017/2018 | PGE Vive Kielce           | Orlen Wisła Płock    | Azoty-Puławy                |
| 2018/2019 | PGE Vive Kielce           | Orlen Wisła Płock    | Gwardia Opole               |
| 2019/2020 | PGE Vive Kielce           | Orlen Wisła Płock    | NMC Górnik Zabrze           |
| 2020/2021 | Łomża Vive Kielce         | Orlen Wisła Płock    | Azoty-Puławy                |
| 2021/2022 | Łomża Vive Kielce         | Orlen Wisła Płock    | Azoty-Puławy                |
| 2022/2023 | Barlinek Industria Kielce | Orlen Wisła Płock    | Górnik Zabrze               |
| 2023/2024 | Orlen Wisła Płock         | Industria Kielce     | Górnik Zabrze               |
| 2024/2025 | Orlen Wisła Płock         | Industria Kielce     | Rebud Ostrovia Ostrów Wlkp. |
| 2025/2026 |                           |                      |                             |

## Bilans drużyn
Stan na sezon 2024/25
| Drużyna               | Mistrzostwo Polski | Mistrzostwo Polski | Mistrzostwo Polski | Mistrzostwo Polski | Puchar Polski | Puchar Polski | Puchar Polski |
|                       | złoto              | srebro             | brąz               | =                  | złoto         | srebro        | =             |
| --------------------- | ------------------ | ------------------ | ------------------ | ------------------ | ------------- | ------------- | ------------- |
| Industria Kielce      | 20                 | 5                  | 6                  | 31                 | 18            | 11            | 29            |
| Śląsk Wrocław         | 15                 | 6                  | 14                 | 35                 | 7             | 3             | 10            |
| Wybrzeże Gdańsk       | 10                 | 9                  | 3                  | 22                 |               | 2             | 2             |
| Orlen Wisła Płock     | 9                  | 22                 | 5                  | 36                 | 13            | 12            | 25            |
| Sparta Katowice       | 3                  | 4                  | 1                  | 8                  | 1             |               | 1             |
| Spójnia Gdańsk        | 3                  | 3                  | 1                  | 7                  | 3             |               | 3             |
| Hutnik Kraków         | 3                  | 1                  | 1                  | 5                  | 3             |               | 3             |
| Górnik Zabrze         | 2                  | 3                  | 7                  | 12                 | 3             |               | 3             |
| UKS Anilana Łódź      | 1                  | 5                  | 6                  | 12                 | 2             |               | 2             |
| WKS Grunwald Poznań   | 1                  | 2                  | 3                  | 6                  | 3             |               | 3             |
| Zagłębie Lubin        | 1                  | 2                  | 1                  | 4                  | 1             | 2             | 3             |
| AZS Katowice          | 1                  | 1                  | 3                  | 5                  |               |               | 0             |
| Warszawianka          |                    | 2                  | 2                  | 4                  | 3             |               | 3             |
| MMTS Kwidzyn          |                    | 1                  | 3                  | 4                  |               | 3             | 3             |
| Stal Mielec           |                    | 1                  | 1                  | 2                  | 1             |               | 1             |
| Chrobry Głogów        |                    | 1                  |                    | 1                  |               |               | 0             |
| Zwierzyniecki Kraków  |                    | 1                  |                    | 1                  |               |               |               |
| Azoty-Puławy          |                    |                    | 6                  | 6                  |               | 1             | 1             |
| Gwardia Opole         |                    |                    | 2                  | 2                  |               |               | 0             |
| Pogoń Szczecin        |                    |                    | 2                  | 2                  |               |               | 0             |
| Start Gniezno         |                    |                    | 1                  | 1                  |               |               | 0             |
| Ostrovia Ostrów Wlkp. |                    |                    | 1                  | 1                  |               |               | 0             |

## Zestawienie królów strzelców
| Sezon     | Zawodnik             | Klub                         | Bramki | Mecze | Źródło                           |
| --------- | -------------------- | ---------------------------- | ------ | ----- | -------------------------------- |
| 1999/2000 | Piotr Obrusiewicz    | Warszawianka-TOP 2000        | 228    | 31    | Klasyfikacja strzelców 1999/2000 |
| 2000/2001 | Mariusz Jurasik      | Strzelec-Lider Market Kielce | 258    | 29    | Klasyfikacja strzelców 2000/2001 |
| 2001/2002 | Grzegorz Tkaczyk     | Warszawianka                 | 198    | 30    | Klasyfikacja strzelców 2001/2002 |
| 2002/2003 | Damian Moszczyński   | Wybrzeże Gdańsk              | 233    | 31    | Klasyfikacja strzelców 2002/2003 |
| 2003/2004 | Michał Kubisztal     | Zagłębie Lubin               | 223    | 32    | Klasyfikacja strzelców 2003/2004 |
| 2004/2005 | Michał Kubisztal     | Zagłębie Lubin               | 188    | 27    | Klasyfikacja strzelców 2004/2005 |
| 2005/2006 | Mateusz Jachlewski   | AZS-AWFiS Gdańsk             | 198    | 28    | Klasyfikacja strzelców 2005/2006 |
| 2006/2007 | Michał Kubisztal     | Zagłębie Lubin               | 222    | 30    | Klasyfikacja strzelców 2006/2007 |
| 2007/2008 | Michał Adamuszek     | Miedż-96 Legnica             | 190    | 28    | Klasyfikacja strzelców 2007/2008 |
| 2008/2009 | Piotr Frelek         | Traveland-Społem Olsztyn     | 200    | 28    | Klasyfikacja strzelców 2008/2009 |
| 2009/2010 | Wojciech Zydroń      | Azoty-Puławy                 | 247    | 30    | Klasyfikacja strzelców 2009/2010 |
| 2010/2011 | Grzegorz Sobut       | BRW Stal Mielec              | 201    | 33    | Klasyfikacja strzelców 2010/2011 |
| 2011/2012 | Dawid Przysiek       | Nielba Wągrowiec             | 170    | 28    | Klasyfikacja strzelców 2011/2012 |
| 2012/2013 | Damian Kostrzewa     | Tauron Stal Mielec           | 208    | 27    | Klasyfikacja strzelców 2012/2013 |
| 2013/2014 | Michał Kubisztal     | Górnik Zabrze                | 194    | 30    | Klasyfikacja strzelców 2013/2014 |
| 2014/2015 | Przemysław Krajewski | Azoty-Puławy                 | 160    | 31    | Klasyfikacja strzelców 2014/2015 |
| 2015/2016 | Witalij Titow        | KPR Legionowo                | 173    | 28    | Klasyfikacja strzelców 2015/2016 |
| 2016/2017 | Witalij Titow        | KPR Legionowo                | 175    | 26    | Klasyfikacja strzelców 2016/2017 |
| 2017/2018 | Arkadiusz Moryto     | Zagłębie Lubin               | 217    | 28    | Klasyfikacja strzelców 2017/2018 |
| 2018/2019 | Arkadiusz Moryto     | PGE Vive Kielce              | 158    | 26    | Klasyfikacja strzelców 2018/2019 |
| 2019/2020 | Arkadiusz Moryto     | PGE Vive Kielce              | 127    | 20    | Klasyfikacja strzelców 2019/2020 |
| 2020/2021 | Rennosuke Tokuda     | Grupa Azoty SPR Tarnów       | 160    | 26    | Statystyki sezonu 2020/2021      |
| 2021/2022 | Kacper Adamski       | Energa MKS Kalisz            | 162    | 26    | Statystyki sezonu 2021/2022      |
| 2022/2023 | Taras Minockji       | Grupa Azoty Unia Tarnów      | 181    | 26    | Statystyki sezonu 2022/2023      |
| 2023/2024 | Paweł Podsiadło      | Grupa Azoty Unia Tarnów      | 163    | 30    | Statystyki sezonu 2023/2024      |
| 2024/2025 | Kamil Adamski        | Ostrovia Ostrów Wlkp.        | 230    | 34    | Statystyki sezonu 2024/2025      |

## Transmisje w telewizji
Na przełomie XX i XXI wieku rozgrywki ligowe najwyższego szczebla w piłce ręcznej mężczyzn transmitowane były w Polsacie 2. Następnie, do sezonu 2007/08 prawa do pokazywania ekstraklasy szczypiornistów posiadała Telewizja Polska. Od sezonu 2008/09 zmagania tej ligi można śledzić w TV4 oraz na sportowych antenach Polsatu – najpierw w Polsacie Sport i Polsacie Sport Extra, a od sezonu 2011/12 również w Polsacie Sport News.
Od sezonu 2016/17 do sezonu 2018/19 mecze zawodowej ligi pokazywane były w nc+. Od sezonu 2019/20 do sezonu 2022/23 mecze ligi zawodowej można oglądać w TVP Sport.
W 2023 r. Telewizja Polsat zakupiła prawa do pokazywania meczów na lata 2023/24-2029/30.
| Superliga mężczyzn w piłce ręcznej w TV | Superliga mężczyzn w piłce ręcznej w TV | Superliga mężczyzn w piłce ręcznej w TV | Superliga mężczyzn w piłce ręcznej w TV               |
| Od                                      | Do                                      | Właściciel praw TV                      | Kanał(y)                                              |
| --------------------------------------- | --------------------------------------- | --------------------------------------- | ----------------------------------------------------- |
| 2008                                    | 2016                                    | Telewizja Polsat                        | TV4 Polsat Sport Polsat Sport Extra Polsat Sport News |
| 2016                                    | 2019                                    | nc+                                     | nSport+                                               |
| 2019                                    | 2023                                    | Telewizja Polska                        | TVP Sport                                             |
| 2023                                    | 2030                                    | Telewizja Polsat                        | Polsat Sport 1 Polsat Sport 2 Polsat Sport 3          |